# USS LST-700
O USS LST-700 foi um navio de guerra norte-americano da classe LST que operou durante a Segunda Guerra Mundial.